# Екзолуна
Екзолуната (още екзоспътник, на английски: exomoon) представлява небесно тяло, естествен спътник, който е в орбита на дадена екзопланета или друг извънслънчев обект.
Въпреки че такива обекти все още не са официално открити, се смята, че те съществуват и то в много голям брой. Според емпиричното изследване на естествените спътници в Слънчевата система, газовите гиганти имат много естествени спътници (вижте Спътници на Юпитер, Сатурн, Уран и Нептун), а по-голямата част от екзопланетите, открити до момента, са именно газови гиганти. Вече има някои открити кандидати-екзолуни, но въпреки това, тяхното откриване остава изключително трудно с настоящата техника.
|  | Тази страница частично или изцяло представлява превод на страницата Lune extrasolaire в Уикипедия на френски. Оригиналният текст, както и този превод, са защитени от Лиценза „Криейтив Комънс – Признание – Споделяне на споделеното“, а за съдържание, създадено преди юни 2009 година – от Лиценза за свободна документация на ГНУ. Прегледайте историята на редакциите на оригиналната страница, както и на преводната страница, за да видите списъка на съавторите. ВАЖНО: Този шаблон се отнася единствено до авторските права върху съдържанието на статията. Добавянето му не отменя изискването да се посочват конкретни източници на твърденията, които да бъдат благонадеждни. |